# Michael Born (Journalist)
Michael Born (* 30. Juli 1958 in Lahnstein; † 4. März 2019 in Graz, Österreich) war ein deutscher Fernsehjournalist. Born wurde 1996 als „Filmfälscher“ und „Kujau des Fernsehens“ bekannt, nachdem zahlreiche seiner vermeintlichen Dokumentarfilme, die er für die Fernsehmagazine Stern TV, Spiegel TV Magazin, ZAK und andere geliefert hatte, als Fälschung entlarvt worden waren.

## Leben
Der ausgebildete Schiffsoffizier war in den 1980er Jahren als Journalist in Krisengebieten tätig.
Nachdem Born in seinen Filmen für Fernsehmagazine reale Kriegsberichte mit Archivaufnahmen von Explosionen versehen hatte, bemerkte er, dass dieses Material nur sehr oberflächlich geprüft wurde. Daraufhin habe er diese Methode immer häufiger angewandt. So zeigte Born Kinder, die angeblich als Kindersklaven in Indien für IKEA Teppiche knüpften, oder ein Ku-Klux-Klan-Treffen in der deutschen Eifel, das er aber nur mit Freunden inszeniert hatte. Born rechtfertigte sein Vorgehen mit dem Hinweis, dass zu Beginn nicht der Spaß am Fälschen, sondern die Sorge um die eigene Sicherheit und journalistischer Eifer im Vordergrund gestanden hätten. Er behauptete, brisante Informationen aus erster Hand über illegale Kinderarbeit in Indien oder über Schmuggelrouten für Drogen in die Europäische Union erhalten zu haben. Diese Vorkommnisse real zu dokumentieren, sei ihm aber dermaßen gefährlich erschienen, dass er sich dafür entschieden habe, diese seiner Überzeugung nach zutreffenden Begebenheiten einfach „nachzustellen“. Mit der Zeit nahm deren Dreistigkeit offenbar zu, bis er schließlich entlarvt wurde, weil die Stimme des angeblichen Ku-Klux-Klan-Redners laut polizeilichem Gutachten mit 60-prozentiger Wahrscheinlichkeit identisch war mit der Stimme des angeblichen Drogenkuriers aus Guadeloupe. Die Staatsanwaltschaft bewog daraufhin einen von Borns Mitarbeitern zu einem umfangreichen Geständnis und klagte Born an.
Der damalige Chefredakteur von stern TV Günther Jauch verteidigte sich bei seiner Vernehmung gegen den Vorwurf mangelnder Sorgfalt mit der Begründung, er sei im Grunde genommen nie in einem Schneideraum gewesen. Stern TV änderte anschließend seine Personalpolitik. Hatte man bis dahin überwiegend auf Freiberufler und Zulieferfirmen gesetzt, wurde nun eine dauerhafte Redaktion mit festangestellten Mitarbeitern aufgebaut.

## Prozess und Haft
Im Prozess vor dem Landgericht Koblenz rechtfertigte sich Michael Born mit dem auf Einschaltquoten fixierten Mediensystem und warf den nachlässigen Redakteuren eine wesentliche Mitschuld an seinen Fälschungen vor. Die Anklage warf ihm 32 gefälschte Dokumentationen vor, von denen ihm 16 nachgewiesen werden konnten. Das Gericht verurteilte Born im Dezember 1996 wegen vollendeten Betrugs in 17 Fällen und versuchten Betrugs in drei Fällen zu einer Freiheitsstrafe von vier Jahren.  Bei einigen der anderen Filme erkannte das Gericht eine Mitschuld oder den Auftrag durch die beteiligten Sendeanstalten an.
Laut Berliner Zeitung verbietet kein Gesetz die Irreführung der Zuschauer, und das Strafmaß – vier Jahre Haft – habe deshalb auf anderen Delikten basiert, unter anderem wegen Fahrens ohne Fahrerlaubnis, illegalen Waffenbesitzes, Urkundenfälschung und Volksverhetzung.
1997 verließ Born die Justizvollzugsanstalt Wittlich als Freigänger. Ab 2002 lebte er in Griechenland.
Am 4. März 2019 starb Born in Graz, wo er in den letzten Monaten bei Regisseur und Filmemacher Roland Berger gelebt und mit ihm an einem Theaterprojekt mit dem Titel Born to fake gearbeitet hatte. Als Performance von Josef Maria Krasanovsky entwickelt und inszeniert wurde Born to fake im November und Dezember 2022 mehrere Male vom Klagenfurter Ensemble aufgeführt.

## Schriften
- Michael Born: Wer einmal fälscht… – Die Geschichte eines Fernsehjournalisten. Mit einem Nachwort von Volker Lilienthal. Kiepenheuer und Witsch, Köln 1997, ISBN 3462026674.